# Gustav Brecht (Wirtschaftsführer)
Heinrich Theodor Gustav Brecht (* 9. Januar 1880 in Lübeck; † 9. Oktober 1965 in Bad Wiessee) war ein deutscher Maschinenbauingenieur und Manager in der Energiewirtschaft.

## Leben und Wirken

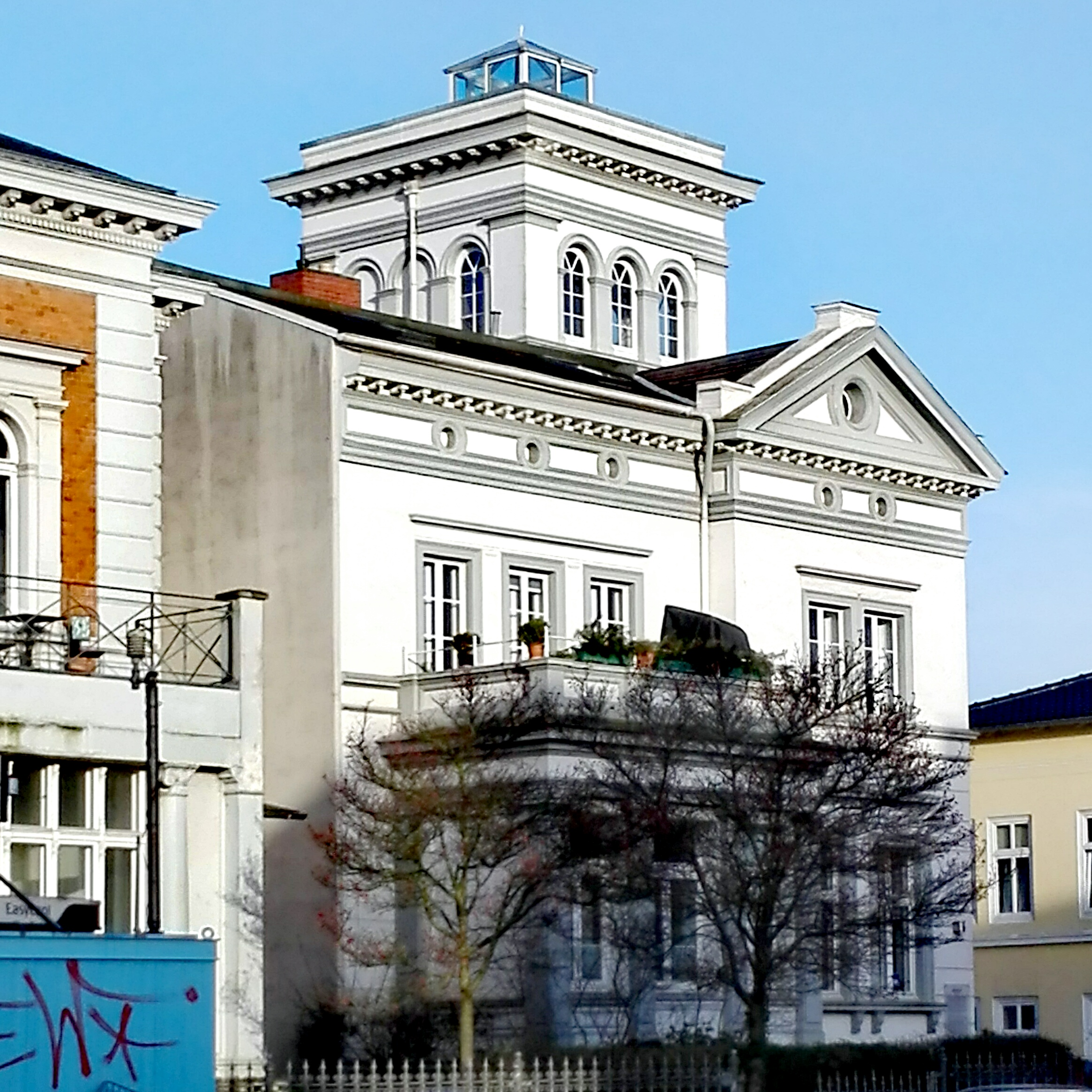
Elternhaus in Lübeck

Brecht war ein Sohn von Walther Brecht (1841–1909), Direktor der Lübeck-Büchener Eisenbahn sowie Mitglied der Lübecker Bürgerschaft, und dessen Ehefrau Regina Erdmuthe Marie Brecht geb. Weishaupt (* 9. Juni 1856 in Weissenfels; † 8. März 1928 in Berlin), einer Tochter von Theodor Weishaupt. Das Ehepaar hatte am 11. Juni 1876 in Berlin geheiratet und neben Gustav zwei Töchter und zwei weitere Söhne, darunter Arnold.
Brecht besuchte den humanistischen Zweig des Katharineums zu Lübeck und verließ die Schule Ostern 1898 mit dem Abitur (zusammen mit Gustav Radbruch und Hermann Link). Von Oktober 1898 bis Oktober 1900 studierte er Maschinenbau an der Technischen Hochschule Braunschweig. Dann leistete er zunächst als Einjährig-Freiwilliger seinen Wehrdienst bei einer Infanterie-Einheit in Weimar. Ab Oktober 1901 setzte er das Studium an der Technischen Hochschule (Berlin-)Charlottenburg fort. Im Dezember 1903 bestand er die Prüfung für Lokomotivführer bei der Königlich Preußischen Eisenbahndirektion Altona.
Im März 1904 bestand Brecht in Berlin die Diplom-Hauptprüfung. Am 17. April desselben Jahres trat er als Regierungsbauführer (Referendar in der öffentlichen Bauverwaltung) in den Vorbereitungsdienst ein. Von 1904 bis 1906 war er bei der Königlich Preußischen Eisenbahndirektion Essen und bei dem Unternehmen Siemens-Schuckert in Berlin tätig. Im Mai 1907 bestand er das Staatsexamen und wurde zum Regierungsbaumeister (Assessor) ernannt. Er arbeitete danach in der freien Wirtschaft und bei der Königlich Preußischen Eisenbahndirektion Halle. Ab 1912 war er als Hilfsarbeiter beim preußischen Ministerium der öffentlichen Arbeiten tätig. Hier bearbeitete er insbesondere Gesetzesvorlagen für den Preußischen Landtag. Diese standen im Zusammenhang mit der Elektrifizierung der Berliner Stadt- und Vorortbahnen. Beide Häuser des Landtags stimmten den Vorlagen 1913 zu.
Brecht heiratete am 11. April 1912 in Brüssel Norah geb. Deppe (* 8. April 1888 in Antwerpen; † 19. November 1969 in Bad Wiessee). Das Ehepaar hatte drei Söhne.
Während des Ersten Weltkriegs kämpfte Brecht 1914/1915 an der Westfront und kam in Kriegsgefangenschaft. Ab 1918 arbeitete er für das Reichswirtschaftsamt im Fachbereich Energiewirtschaft. Dort wurde er zum Geheimen Regierungsrat ernannt. Von 1920 bis 1923 hatte er eine Stelle bei der Selbstverwaltungsorganisation der deutschen Kohlewirtschaft, bei Dienstende als stellvertretender Reichskohlenkommissar.
Im Oktober 1924 wechselte Brecht zur Sachlieferungskommission in Paris. Dort beschäftigte er sich mit den Kohle-Lieferungen im Zuge der Reparationen. Im Folgejahr wurde er Vorstandsmitglied der Rheinischen AG für Braunkohlebergbau und Brikettfabrikation (Rheinbraun). Wenig später übernahm er den Vorstandsvorsitz. Im Zuge der Übernahme der Aktienmehrheit durch die Rheinisch-Westfälische Elektrizitätswerke AG engagierte sich Brecht dafür, dass die Belange der freien Aktionäre entsprechend berücksichtigt wurden. 
Im Jahr 1934 war die Rheinbraun Gründungsmitglied der Braunkohle-Benzin AG (BRABAG). Brecht erstellte den Verteilungsschlüssel der Aktien und war ein führendes Aufsichtsratsmitglied der Gesellschaft. Als einer der maßgeblichen Initiatoren beteiligte er sich an dem Aufbau des Hydrierwerks in Wesseling und der Gründung der Union Rheinische Braunkohlen Kraftstoff AG (UK), wo er 1937 den Aufsichtsratsvorsitz übernahm. Nach dem Ende des Zweiten Weltkriegs wurde Brecht von den Alliierten wegen der Beschäftigung von Zwangsarbeitern im Hydrierwerk Wesseling für längere Zeit inhaftiert. 1947 erfolgte seine Wiederberufung in den Aufsichtsrat der UK. Später war er unter anderem in den Aufsichtsräten der Bayer AG, der Agfa AG und erneut der BRABAG tätig.